# 요제프 호바네츠
요제프 호바네츠(체코어: Jozef Chovanec, 1960년 3월 7일, 트렌친 주 돌네 코츠코브체 ~)는 체코의 전직 프로 축구 선수이자 감독이다.

## 선수 경력
선수 시절, 호바네츠는 현역 시절 대부분을 스파르타 프라하에서 보냈다. 1988년, 그는 네덜란드로 건너가 PSV에서 활약했었다. 그는 체코슬로바키아 국가대표팀 일원으로 1990년 월드컵에 참가하기도 했다.

## 감독 경력
호바네츠는 1998년부터 2001년까지 체코 국가대표팀 감독을 역임했다. 그는 체코의 유로 2000 본선행에 성공했지만, 2002년 월드컵 예선에서는 벨기에와의 플레이오프 두 경기 끝에 합계 0-1로 패해 탈락했다.
2008년 10월 8일, 호바네츠는 스파르타 프라하로 복귀해 지휘봉을 4번째로 잡았고, 2011년 12월에 친정 구단과 결별했다.
2012년 6월 10일, 호바네츠는 UAE 프로리그의 바니야스 감독으로 취임했다.